# Mircea Deac
Mircea Deac (n. 9 septembrie 1921, Oltenița – d. 6 februarie 2015, București), a fost un critic de artă român, expert în arta românească.
A urmat gimnaziul la Oltenița și liceul la București.
A urmat Facultatea de Litere si Filozofie cu Tudor Vianu și George Oprescu și Academia de Arte cu Camil Ressu și Alexandru Ciucurencu.
A fost profesor la Institutul de Arte Plastice „Nicolae Grigorescu” și Director al Artelor și Oficiului de Expoziții din Ministerul Culturii.
A fost membru al Uniunii ziariștilor profesioniști din România, membru fondator și vicepreședinte al Societății Colecționarilor de Artă din România  și codirector la revista Pro Arte.
Mircea Deac este înscris la Registrul Experților pentru Patrimoniul Cultural Național Mobil ca expert în Bunuri cu semnificație artistică / artă românească și artă decorativă europeană sec. XIX-XX.

Mircea Deac între tablouri

Mircea Deac

## Scrieri
- Camil Ressu. – București: E.P.P.L.A., 1956 – 34 p.
- Surikov: 1848-1916. – București: ESPLA, 1958. – 44 p.:
- Jean Al. Steriadi. – București: Meridiane, 1962. – 84 p.
- Pictura românească: 1964. – București: Meridiane, 1965. – 232 p.
- C. Paulet. – București: Meridiane, 1968. – 32 p.
- Mănăstirea Snagov: [Mic îndreptar]. – București: Meridiane, 1969. – 42 p.
- “Himera”: Viața și opera sculptorului Dimitrie Paciurea / cuvânt înainte de Petru Comarnescu.– București: Albatros, 1970. – 231 p., 20f. pl.
- Léger: [Monografie]. – București: Meridiane, 1972. – 80 p.
- Nicolae Vermont: [monografie]. – București: Meridiane, 1972. – 34 p.
- Etienne Hajdu: [Album]. – București: Meridiane, 1974. – 20 p., 20f.pl.
- Maria Chelsoi. – București: Litera, 1975. – 120 p.
- Afirmări: [Artiști plastici timișoreni: Album]. – [Timișoara]: Facla, 1976. – 144p.
- Impresionismul în pictura românească: Precursori, maeștri, influențe. – București: Meridiane, 1976. – 116 p., 32 f. pl.
- Aurel Ciupe: [Album] / coperta și grafica de Vasile Pop-Silaghi. – Cluj-Napoca: Dacia, 1978. – 20 p., 38 f.pl.
- Alexandru Ciucurencu: [Album]. – București: Meridiane, 1978. – 56 p., 62 f.pl.color
- Magdalena Rădulescu. – București: Meridiane, 1980. – 36 p.
- Brâncuși – surse arhetipale. – Iași: Junimea, 1982. – 59 p.,
- Ion Irimescu. Studii– Iași: Junimea, 1983. – 122 p.
- Arta în oglinda istoriei – București: Meridiane, 1984. – 240 p.
- Sabin Bălașa: [monografie]. – București: Meridiane, 1984. – 35 p.: il, 43 f.pl.color
- Umanismul revoluționar în arta plastică românească. – București: Sport-Turism, 1984.
- Mattis-Teutsch și realismul constructiv / pref. De George Macovescu; [trad. în lb. germ. de Rohtraut Wittstock-Reich]. – Ediție bilingvă. – Cluj-Napoca: Dacia, 1985. – 100 p.: il., portr.,8 pl.color
- Nimfa de argint: [nuvele]  – București: Cartea Românească, 1988. – 224 p.
- Pendula nu merge înapoi: Roman. – București: Eminescu, 1991. – 272 p.
- Prăpastia: [roman]. – București: Omega, 1991. – 72 p.
- Femeile și operele lui Picasso. – București: 100+1Gramar, 1997.
- Dimitrie Paciurea, Editura Gramar, 2000, 2004
- 300 de Pictori Români,  Editura: Noi Media Print, 2008 (în colaborare cu  Tudor Octavian)
- Peisajul impresionist în pictura din România, Regia Autonomă Monitorul Oficial, 2009